# José Torres (kolarz)
José Torres P. (ur. 16 lipca 1889 w Serbera) – chilijski kolarz szosowy, uczestnik Igrzysk Olimpijskich 1912.
Podczas Igrzysk Olimpijskich w Sztokholmie w 1912 roku brał udział w zawodach kolarskich. W jedynym rozegranym wyścigu na trasie o długości 196 mil w klasyfikacji indywidualnej zajął 74. miejsce z czasem 12:39:39.5. W klasyfikacji drużynowej, jako członek drużyny chilijskiej (wraz z Alberto Downeyem, Arturo Friedemannem i Cárlosem Kollerem) został sklasyfikowany na 9. pozycji.